# Olympische Sommerspiele 1908/Eiskunstlauf
Bei den IV. Olympischen Sommerspielen 1908 in London wurden vier Wettbewerbe im Eiskunstlauf ausgetragen. Diese fanden im Prince’s Skating Club im Stadtteil Knightsbridge statt. Es war das erste Mal überhaupt, dass eine Wintersportart ins Programm der Olympischen Spiele aufgenommen wurde, 16 Jahre vor den ersten Winterspielen in Chamonix.

## Bilanz

### Medaillenspiegel
| Platz | Land                   | Gold | Silber | Bronze | Gesamt |
| ----- | ---------------------- | ---- | ------ | ------ | ------ |
| 1     | Vereinigtes Königreich | 1    | 2      | 3      | 6      |
| 2     | Schweden               | 1    | 1      | 1      | 3      |
| 3     | Deutsches Reich        | 1    | 1      | –      | 2      |
| 4     | Russland               | 1    | –      | –      | 1      |

### Medaillengewinner
| Konkurrenz     | Gold                          | Silber                             | Bronze                    |
| -------------- | ----------------------------- | ---------------------------------- | ------------------------- |
| Herren         | Ulrich Salchow                | Richard Johansson                  | Per Thorén                |
| Spezialfiguren | Nikolai Panin                 | Arthur Cumming                     | George Hall-Say           |
| Damen          | Madge Syers                   | Elsa Rendschmidt                   | Dorothy Greenhough-Smith  |
| Paare          | Anna Hübler / Heinrich Burger | Phyllis Johnson / James H. Johnson | Madge Syers / Edgar Syers |

## Ergebnisse

### Männer
| Platz | Land | Sportler           | Punkte |
| ----- | ---- | ------------------ | ------ |
| 1     | SWE  | Ulrich Salchow     | 1886,5 |
| 2     | SWE  | Richard Johansson  | 1826,0 |
| 3     | SWE  | Per Thorén         | 1787,0 |
| 4     | GBR  | John Keiller Greig | 1554,5 |
| 5     | GBR  | Albert March       | 1160,0 |
| 6     | USA  | Isaac Brokaw       | 1201,0 |
| 7     | ARG  | Horatio Torromé    | 1144,5 |
|       | RUS  | Nikolai Panin      | DNF    |
|       | GBR  | Herbert Yglesias   | DNF    |

Datum: 28. und 29. Oktober

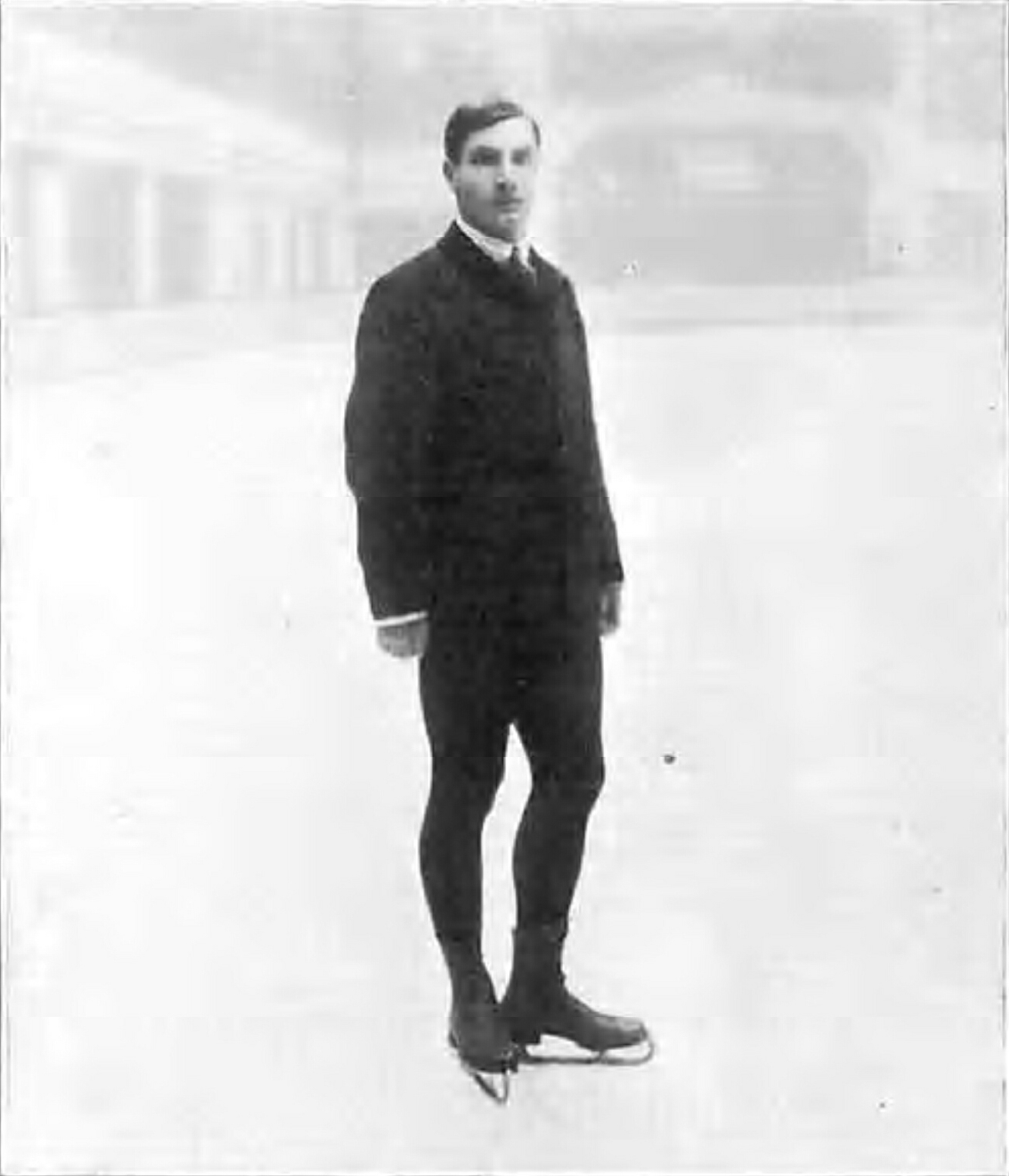
Ulrich Salchow bei den Olympischen Spielen 1908

Am Start waren neun Läufer aus fünf Ländern. Der Wettkampf bestand aus zwei Teilen: In der Pflicht mussten sieben verschiedene Figuren gelaufen werden, die pro Fuß dreimal zu wiederholen waren. Die Kür am darauf folgenden Tag dauerte fünf Minuten.
Es kam zu einer Kontroversen, um die sich verschiedene Geschichten ranken. Nikolai Panin behauptete, während der Pflicht von Ulrich Salchow persönlich verbal attackiert worden zu sein, was zu einem erfolglosen Protest des russischen Verbandes führte. Zu einem zweiten erfolglosen Protest kam es, als zwei von fünf Punktrichtern Panin in der Pflicht auf den ersten Platz setzten, drei jedoch nicht.
Zitat Panin: „die Zusammenstellung der Punktrichter war ungünstig für mich, da sich unter ihnen zwei Schweden befanden, ein Freund Salchows aus Österreich mit Namen Hügel, und Wendt aus Deutschland und Sanders aus Russland - alles in allem fünf Punktrichter. Wendt und Sanders setzen mich in der Pflicht auf den ersten Platz, der Schwede Grenander auf den zweiten Platz, neun Punkte hinter Salchow und 23 Punkte vor dem Schweden Per Thorén, der Dritter nach der Pflicht war. Aber die übrigen Punktrichter, der Schwede Herle und Salchows Freund Hügel setzten mich auf den vierten Platz. Sie erfüllten ihre Aufgabe, mich zu ruinieren, da laut den Regeln zu dieser Zeit der Sieg durch die geringste Anzahl von Platzziffern entschieden wurde.“
Der Russe fühlte sich ungerecht behandelt, trat aus Protest nicht mehr zur Kür an und überließ dem amtierenden Weltmeister Ulrich Salchow kampflos den Sieg. Auch die Silber- und Bronzemedaille ging nach Schweden an Richard Johansson und Per Thorén. Johansson hatte Salchow, der einen großen Vorsprung in der Pflicht herausgelaufen hatte, in der Kür knapp bezwungen.

### Spezialfiguren Männer
| Platz | Land | Sportler        | Punkte |
| ----- | ---- | --------------- | ------ |
| 1     | RUS  | Nikolai Panin   | 219,0  |
| 2     | GBR  | Arthur Cumming  | 164,0  |
| 3     | GBR  | George Hall-Say | 104,0  |

Datum: 29. Oktober

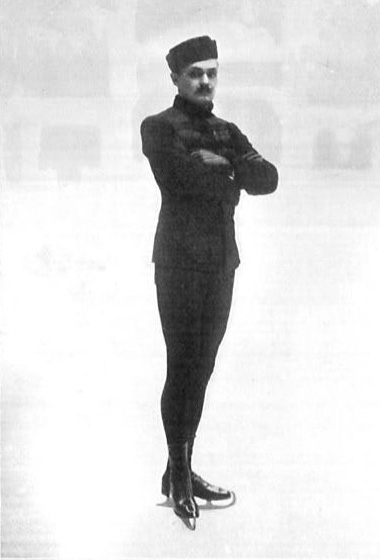
Nikolai Panin bei den Olympischen Spielen 1908

Für diesen Wettbewerb, der bei Olympischen Spielen nur ein einziges Mal ausgetragen wurde, waren drei Teilnehmer gemeldet. Ziel bei der Disziplin Spezialfiguren war es, im Voraus festgelegte symmetrische Figuren möglichst exakt und kunstvoll mit den Kufen ins Eis zu „zeichnen“. Jeder Teilnehmer konnte eine Woche vor dem Wettkampf vier frei gewählte Figuren dem Schiedsgericht melden, von denen dann zwei gelaufen wurden.

Spezialfiguren Panins bei den Olympischen Spielen 1908

Nikolai Panin gewann in seiner Domäne souverän vor den Briten Arthur Cumming und George Hall-Say. Es war die erste olympische Goldmedaille für Russland. Ulrich Salchow hatte seine Teilnahme an diesem Wettbewerb wegen angeblicher Krankheit abgesagt.

### Frauen
| Platz | Land | Sportlerin               | Punkte |
| ----- | ---- | ------------------------ | ------ |
| 1     | GBR  | Madge Syers              | 1262,5 |
| 2     | GER  | Elsa Rendschmidt         | 1055,0 |
| 3     | GBR  | Dorothy Greenhough-Smith | 0960,5 |
| 4     | SWE  | Elna Montgomery          | 0851,5 |
| 5     | GBR  | Gwendolyn Lycett         | 0820,0 |

Datum: 28. und 29. Oktober

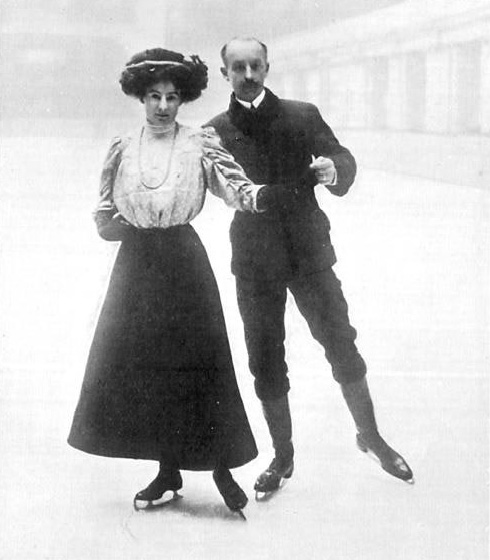
Madge und Edgar Syers bei den Olympischen Spielen 1908

Am Start waren fünf Läuferinnen aus drei Ländern. Der Wettkampf war zweiteilig: In der Pflicht mussten sechs verschiedene Figuren gelaufen werden, die pro Fuß dreimal zu wiederholen waren. Die Kür am darauf folgenden Tag dauerte vier Minuten.
In Abwesenheit von Lily Kronberger und Jenny Herz hatte die erste Weltmeisterin der Geschichte, Madge Syers, keine Schwierigkeiten auch die erste Eiskunstlauf-Olympiasiegerin zu werden. Elsa Rendschmidt aus dem Deutschen Kaiserreich gewann die Silbermedaille und die Britin Dorothy Greenhough-Smith die Bronzemedaille. Rendschmidts Silbermedaille war die erste olympische Medaille für eine deutsche Frau.

### Paare
| Platz | Land | Paar                               | Punkte |
| ----- | ---- | ---------------------------------- | ------ |
| 1     | GER  | Anna Hübler / Heinrich Burger      | 56,0   |
| 2     | GBR  | Phyllis Johnson / James H. Johnson | 51,5   |
| 3     | GBR  | Madge Syers / Edgar Syers          | 48,0   |

Datum: 29. Oktober

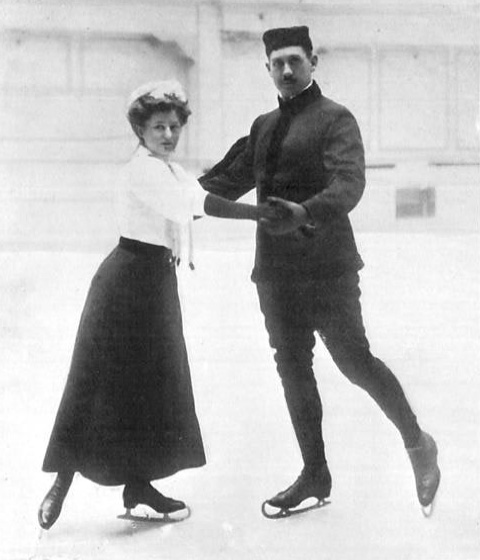
Anna Hübler und Heinrich Burger bei den Olympischen Spielen 1908

Am Start waren drei Paare. Verlangt wurde eine Kür von fünf Minuten Länge, die möglichst keine Pflichtelemente enthalten sollte.
Anna Hübler und Heinrich Burger aus dem Deutschen Kaiserreich wurden die ersten Olympiasieger im Paarlauf. Madge Syers, die im Einzellauf bereits Gold gewonnen hatte, errang zusammen mit ihrem Ehemann Edgar Syers die Bronzemedaille hinter ihren Landsleuten Phyllis Johnson und James H. Johnson. Syers ist die einzige Frau, die bei ein und denselben Olympischen Spielen Medaillen in zwei verschiedenen Disziplinen des Eiskunstlaufs gewinnen konnte. Hübler war die erste deutsche Frau, die Olympiasiegerin wurde.